# Xenos (Gattung)
Xenos ist eine Gattung mehrere Parasitoid bzw. Endoparasitoid aus der Ordnung der Fächerflügler.
Es gibt etwa 30 Arten, darunter:
- Xenos vesparum (Rossi, , 1793)